# Санта-Катарина (острів)

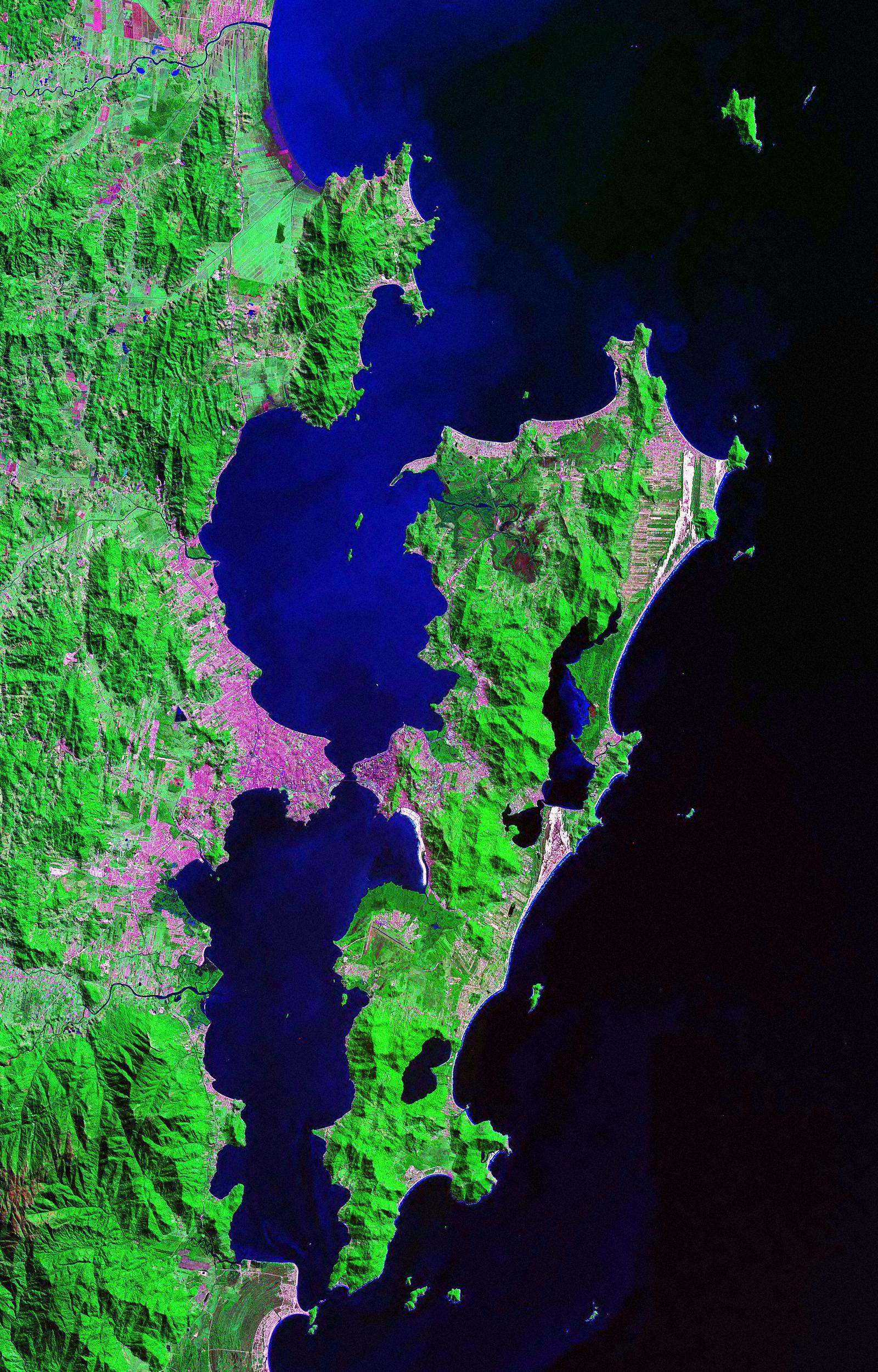
Знімок острова з космосу.

Острів Санта-Катарина (порт. Ilha de Santa Catarina) — острів в Атлантичному океані, що знаходиться поблизу південно-східного узбережжі Бразилії. Адміністративно входить до складу штату Санта-Катарина. На острові розташована столиця штату Флоріанополіс. Із материком його з'єднують два мости.
Загальна площа суши — 523 км². Населення, станом на 2014 рік, — 462 тис.

## Географія
Острів Санта-Катарина з півдня на північ має довжину 52,94 км. Через вузьку протоку, приблизно 400 м, на заході встановлено міст. Максимальна ширина острова із заходу на схід — 17,74 км.
Острів має гранітний фундамент з виходом твердих порід і височинами на півночі та на півдні. В центральній частині переважають осадові породи. Найвища точка — 523 м. В результаті ерозії на узбережжі та в горах сформувалося кілька печер. Береги звивисті, з безліччю піщаних пляжів й кіс. На сході вони формують ряд озер з солонуватою водою. Найбільше озеро Консісеу має площу 19,71 км².
Клімат тропічний, дуже вологий. Найспекотніший місяць — лютий, середня температура в якому становить +28,4 °C. В липні знижується до +16,5 °C. Середньорічна кількість опадів — 1'517,8 мм.

## Природа
На площі 20 % острова ще збереглись тропічні ліси. Решта частина поверхні острова зайнята забудовою, плантаціями, садами та пасовищами. Наземна фауна сильно постраждала через діяльність людини. Для збереження природи острова на північно-західному березі створено заповідник.

## Історія
Перші люди з'явилися на острові Санта-Катарина в 5 тисячолітті до н. е. На півдні острова в містечку Пантані-ду-Сул знаходиться мегалітичний пам'ятник, створений приблизно 2500 років тому. На скелях зустрічаються численні петрогліфи різних періодів. Багато тисячоліть аборигени займалися рибальством та збиранням. На пляжах острова виявлені самбак — штучні кургани з раковин молюсків.
У 1515 р острів був відкритий португальцями. Свою сучасну назву він отримав завдяки Себастьяну Кабото в честь його дружини Катерини. Європейські мореплавці зупинялися на його східному узбережжі, щоб поповнити запаси питної води. Можливо, внесені ними хвороби сприяли вимиранню індіанців — творців самбакі. На східному узбережжі та в центрі оселилися індіанці Тупі-Гуарані, що потрапили з території Парагваю. Вони займалися землеробством, виготовляли кераміку. Їх присутність частково відображено в топоніміці острова.
З другої половини XVII ст. португальці створювали на острові Санта-Катарина постійні поселення. В 1675 р. було створено поселення Носса-Сеньора-ду-Дастера, яке в XIX в. було перетворено в Флоріанополіс. Перші переселенці були переважно з Сан-Паулу, пізніше — з Азорських островів. Після здобуття Бразилією незалежності в 1822 року острів Санта-Катарина деякий час був місцем заслання злочинців.